# Thaumasura bella
Thaumasura bella är en stekelart som beskrevs av Girault 1927. Thaumasura bella ingår i släktet Thaumasura och familjen puppglanssteklar. Inga underarter finns listade i Catalogue of Life.